# 探索頻道
探索頻道（英語：Discovery Channel）是由探索傳播（现华纳兄弟探索公司）於1985年在美國創立的。探索頻道主要播放流行科學、科技、歷史、考古及自然紀錄片。探索頻道在世界主要國家地區均有落地，但探索頻道會因應不同地區設立不同版本，加上字幕或配音。美國版本主要播放寫實電視節目，如著名的流言終結者系列。亞洲探索頻道除著重播放寫實節目之外，也播放文化節目，如介紹中國、日本文化的一系列節目。部份系統業者已啟用高畫質。

## 美國探索頻道
探索頻道美國在1985年啟播，起初主要播放科學、科技、自然、歷史相关的節目，如《超炫美式機車》、《流言終結者》和《野獸修車工》等節目，最初只集中於科學範圍；正因為如此，當時探索頻道播放的皆是屬於科學教育節目類別，而非娛樂節目。
回復節目定位
美國探索網絡在美國的探索頻道跌出十大最受歡迎頻道和連續兩年低評分之後，美國探索網絡副主席克里斯·莫斯里（Chris Moseley）表示，頻道將會回復到原有的目標，播放有趣的教育科學節目。
資深电视工作者加入
2006年1月4日，美國探索網絡宣佈，泰德·科裴爾（Ted Koppel）、資深執行製片人湯姆·貝泰格（Tom Bettag）和八位前美國廣播公司夜間新聞節目《夜線》（Nightline）的職員會加入探索頻道。

## 国际探索頻道
探索頻道覆蓋全球超過160個國家、4億5千萬個家庭。探索頻道在多個國家配上當地語言的字幕、配音。

### 亞洲
探索頻道在亞洲由亞洲探索網絡經營。除了原有的探索頻道亞洲版，亞洲探索網絡還開設了探索頻道台灣版、探索頻道澳洲版、探索頻道紐西蘭版、探索頻道日本版、探索頻道韓國版和探索頻道印度版。探索頻道亞洲除了與其他頻道一樣，為各版本配上當地字幕外，部份頻道節目配上當地語言，包括翻譯成粤语（廣東話）、國語（普通話）、日語、韓語等。

#### 亞洲探索频道網絡的差别
探索頻道亞洲地區播放與探索頻道美國地區一樣的節目，還會播放由探索傳播制作給美國本土頻道外的節目，是因為亞洲探索網絡的頻道數目遠較美國探索網絡要少。探索頻道亞洲區會播放亞洲本土的專輯，如《台灣人物誌》（Portraits Taiwan）系列、《新加坡的歷史》（The History of Singapore）系列和其他中華文化，這些節目在亞洲地區外的播放機率是較少的。

#### 中国大陆
中国国际电视总公司境外卫星代理部接收探索频道信号，通过亚太6号卫星（东经134度）发射KU波段信号。该服务一般只提供给三星级或以上的涉外宾馆酒店，外国人居住区，领事馆及大使馆。深圳天威有线亦传送了亚太6号所有境外频道包括Discovery亚洲频道，需要付费开通。中国大陆各省市的地方电视台会转播或播放探索频道制作的节目。同时，还与浙江华数集团成立合资公司，并开办了面向全国播出的高清付费电视频道（求索纪录）提供绝大多数的节目内容。

#### 台灣
以往該節目未標示電視分級，但約在2014年4月起出現分級(保護級以上)，2015年1月起普遍級亦標註。部分節目開始前也會提醒部分畫面可能不適觀賞。

## 節目列表
- 戰爭引爆點（Edge of War）
- 求生一加一（Dual Survival）
- 工程大突破（Extreme Engineerihg）
- 倉儲挖寶王（Auction Hunter）
- 异想天开玩科学
- 脫險求生秘技
- 电影科技大公开
- 生命的速度（The Speed of Life）
- 流言終結者
- 漁人的搏鬥
- 抓鬼行動大隊（Ghost Lab）
- 災難鑑識
- 美式重型機車
- 老車新狂吼
- 空中決鬥（主持人為現役美國空軍上尉，主駕駛F-22猛禽戰鬥機。）
- 幹盡苦差事
- 生活科技大解密
- 逃出鬼門關（I Shouldn't Be Alive）
- 歷史零時差
- 追風部隊（Storm Chasers）
- 新时代武器（Future Weapons）
- 武器大百科（Weaponology）
- 荒野求生秘技
- 波登不設限
- 穿梭时空谈科技（Extreme Machines）
- 建築奇觀（Man Made Marvels）
- 惊世重案
- 犯罪鉴识实录
- 現代魯賓遜
- 机器巨无霸
- 追根究底
- 全面失控（Comprehensive control）
- 透视人体极限
- 一线生机（A slim chance of survival）
- 毁灭瞬间（destroyed in seconds）
- 非常实验（Very experimental）
- 製造的原理（How It's Made）
- 咬痕上身（I Was Bitten）
- 怪獸檔案
- 宇宙有道理 (How the Universe Works)
- 2012馬雅末日預言（2012年3月9日晚上11點播放）[4]
- 2012預言
- 機械時代
- 生活知識王（Everything You Need to Know）
- 空難事件簿（Aircrash Confidential）
- 武器決勝點
- 二次大戰全彩實錄
- 層層透視大宇宙（Strip the Cosmos）
- 尼克的怪兽朋友（Nick Baker's Weird Creatures）
- 荒野动物面对面（Wild Recon）
- 原始生活21天（Naked and Afraid）
- 裸身求愛21天（Naked and Afraid of Love）

### 同性質頻道
- 國家地理學會及福斯國際電視網的“国家地理频道”
- A+E電視網的“歷史頻道”

## 外部連結
- 探索頻道
- 探索頻道（亞洲） （页面存档备份，存于）
- 探索频道（中国）
- 探索頻道（台灣） （页面存档备份，存于）
- 探索頻道雜誌
- 探索频道的新浪微博
- 探索頻道的Facebook專頁